# Вікторія (Манітоба)
Вікторія (англ. Victoria) — сільський муніципалітет в Канаді, у провінції Манітоба.

## Населення
За даними перепису 2016 року, сільський муніципалітет нараховував 1514 осіб, показавши зростання на 35,3%, порівняно з 2011-м роком. Середня густина населення становила 2,2 осіб/км².
З офіційних мов обидвома одночасно володіли 140 жителів, тільки англійською — 1 365. Усього 85 осіб вважали рідною мовою не одну з офіційних, з них 5 — українську.
Працездатне населення становило 56,8% усього населення, рівень безробіття — 3,9% (2,7% серед чоловіків та 7% серед жінок). 72,9% осіб були найманими працівниками, а 26,4% — самозайнятими.
Середній дохід на особу становив $38 360 (медіана $30 688), при цьому для чоловіків — $45 417, а для жінок $30 992 (медіани — $36 813 та $25 440 відповідно).
25,1% мешканців мали закінчену шкільну освіту, не мали закінченої шкільної освіти — 31,3%, 43,6% мали післяшкільну освіту, з яких 22,2% мали диплом бакалавра, або вищий.
| Статево-вікова структура населення | Статево-вікова структура населення | Статево-вікова структура населення | Статево-вікова структура населення | Статево-вікова структура населення |
| ---------------------------------- | ---------------------------------- | ---------------------------------- | ---------------------------------- | ---------------------------------- |
|                                    |                                    |                                    |                                    |                                    |
| Всього                             | Всього                             | 50,7%49,3%                         |                                    |                                    |
| 0 — 14 років                       | 0 — 14 років                       |                                    | 19,1%                              | 19,1%                              |
| 15 — 64 років                      | 15 — 64 років                      |                                    | 53,6%                              | 53,6%                              |
| 65 і більше                        | 65 і більше                        |                                    | 27,3%                              | 27,3%                              |
| 85 і більше                        | 85 і більше                        |                                    | 4,9%                               | 4,9%                               |
| Середній вік (років)               | Середній вік (років)               | 43,747,0                           | 45,3                               | 45,3                               |
| Медіана (років)                    | Медіана (років)                    | 47,452,2                           | 50,1                               | 50,1                               |
| — чоловіки — жінки                 |                                    |                                    |                                    |                                    |

| Походження мешканців:     | Походження мешканців:     | Походження мешканців: | Походження мешканців: | Походження мешканців: |
| ------------------------- | ------------------------- | --------------------- | --------------------- | --------------------- |
| Походження                |                           |                       | осіб                  | %                     |
| Корінні американці        | Корінні американці        |                       | 40                    | 2.95%                 |
| Інше північноамериканське | Інше північноамериканське |                       | 370                   | 27.31%                |
| Європейське               | Європейське               |                       | 1 195                 | 88.19%                |
| британське                | британське                |                       | 630                   | 46.49%                |
| французьке                | французьке                |                       | 245                   | 18.08%                |
| українське                | українське                |                       | 25                    | 1.85%                 |
| Латинськоамериканське     | Латинськоамериканське     |                       | 10                    | 0.74%                 |

| Зайнятість населення за галузями (за класифікацією NOC): | Зайнятість населення за галузями (за класифікацією NOC): | Зайнятість населення за галузями (за класифікацією NOC): | Зайнятість населення за галузями (за класифікацією NOC): | Зайнятість населення за галузями (за класифікацією NOC): |
| -------------------------------------------------------- | -------------------------------------------------------- | -------------------------------------------------------- | -------------------------------------------------------- | -------------------------------------------------------- |
|                                                          |                                                          |                                                          |                                                          |                                                          |
| Управління                                               | Управління                                               |                                                          | 25%                                                      | 25%                                                      |
| Бізнес, фінанси та адміністрування                       | Бізнес, фінанси та адміністрування                       |                                                          | 9,4%                                                     | 9,4%                                                     |
| Природничі та прикладні науки                            | Природничі та прикладні науки                            |                                                          | 3,1%                                                     | 3,1%                                                     |
| Охорона здоров'я                                         | Охорона здоров'я                                         |                                                          | 6,3%                                                     | 6,3%                                                     |
| Освіта, правозахист, муніципальні та урядові служби      | Освіта, правозахист, муніципальні та урядові служби      |                                                          | 14,8%                                                    | 14,8%                                                    |
| Мистецтво, культура, відпочинок та спорт                 | Мистецтво, культура, відпочинок та спорт                 |                                                          | 1,6%                                                     | 1,6%                                                     |
| Роздрібна торгівля та послуги                            | Роздрібна торгівля та послуги                            |                                                          | 12,5%                                                    | 12,5%                                                    |
| Гуртова торгівля, транспорт та обладнання                | Гуртова торгівля, транспорт та обладнання                |                                                          | 18%                                                      | 18%                                                      |
| Природні ресурси, сільське господарство                  | Природні ресурси, сільське господарство                  |                                                          | 10,2%                                                    | 10,2%                                                    |
| Виробництво                                              | Виробництво                                              |                                                          | 1,6%                                                     | 1,6%                                                     |

## Клімат
Середня річна температура становить 2,6°C, середня максимальна – 24°C, а середня мінімальна – -23,8°C. Середня річна кількість опадів – 514 мм.
| Клімат поселення                              | Клімат поселення | Клімат поселення | Клімат поселення | Клімат поселення | Клімат поселення | Клімат поселення | Клімат поселення | Клімат поселення | Клімат поселення | Клімат поселення | Клімат поселення | Клімат поселення | Клімат поселення |
| Показник                                      | Січ.             | Лют.             | Бер.             | Квіт.            | Трав.            | Черв.            | Лип.             | Серп.            | Вер.             | Жовт.            | Лист.            | Груд.            |                  |
| Середній максимум, °C                         | −11,19           | −7,6             | −0,65            | 9,59             | 17,72            | 22,95            | 23,95            | 23,05            | 17,47            | 10,44            | 0,35             | −8,95            |                  |
| Середня температура, °C                       | −17,5            | −13,9            | −6,92            | 3,31             | 11,45            | 16,70            | 19,22            | 18,31            | 12,74            | 5,72             | −4,38            | −13,7            |                  |
| Середній мінімум, °C                          | −23,75           | −20,14           | −13,19           | −2,97            | 5,16             | 10,40            | 14,48            | 13,58            | 8,01             | 0,98             | −9,1             | −18,42           |                  |
| Норма опадів, мм                              | 22               | 17               | 21               | 27               | 64               | 89               | 78               | 58               | 44               | 39               | 28               | 27               |                  |
| Середньомісячна швидкість вітру, м/с          | 4.30             | 4.27             | 4.40             | 4.60             | 4.70             | 4.10             | 3.54             | 3.70             | 4.17             | 4.50             | 4.40             | 4.30             |                  |
| Середньомісячна сонячна радіація, кДж/м²·день | 4244             | 7533             | 12630            | 17131            | 19955            | 21165            | 21839            | 18626            | 12994            | 7811             | 4337             | 3232             |                  |
| --------------------------------------------- | ---------------- | ---------------- | ---------------- | ---------------- | ---------------- | ---------------- | ---------------- | ---------------- | ---------------- | ---------------- | ---------------- | ---------------- | ---------------- |
| Джерело:                                      |                  |                  |                  |                  |                  |                  |                  |                  |                  |                  |                  |                  |                  |